# メフィストフェレスとマルガレーテ
メフィストフェレスとマルガレーテ（英語: Mephistopheles and Margaretta）は、19世紀後半に作成されたフランスの彫刻作品。1808年のヨハン・ヴォルフガング・フォン・ゲーテによる戯曲『ファウスト』に登場する2人の人物を描いた19世紀の木製の「二重彫刻」となっている。表面では悪魔メフィストフェレス、裏面には女性マーガレッタ（マーガレット、またはグレッチェン）が描かれている。彫刻の後ろに置かれた鏡によって、両面を同時に見ることができる。

## 背景
本作品はゲーテの『ファウスト』に登場する善と悪のテーマを反映した像である。劇中、ファウストは自分の人生に不満を抱き、自殺を図ろうとする。彼はサタンの助けを求め、サタンの代理人である悪魔メフィストフェレスが応じる。ファウストは、メフィストフェレスが生きている間は彼に仕えるが、彼の死後、ファウストは魂を没収され、同じように仕えてもらうことになった（『ファウスト 第一部』も参照）。
彼は悪魔との取引に同意し、ファウストはグレッチェン（マルガレーテ）という若い女性に恋をする。そしてファウストとグレッチェンの間に子供ができる。しかしグレッチェンは子供を溺死させ、殺人罪で牢屋に入れられることとなり絞首刑となるも天国に行くことが許される。ファウストもグレッチェンの嘆願によって神に救われる。
ルネサンス絶頂期の1592年に初演されたクリストファー・マーロウの『フォースタス博士』もメフィストフェレスを描いているが、ゲーテの『ファウスト』とは異なる視点で描かれている。マーガレッタとメフィストフェレスが登場するもう一つの文学作品は、ミハイル・ブルガーコフの『巨匠とマルガリータ』で、1928年から1940年の間に書かれたが、1966年まで出版されなかった作品である。

## 彫刻

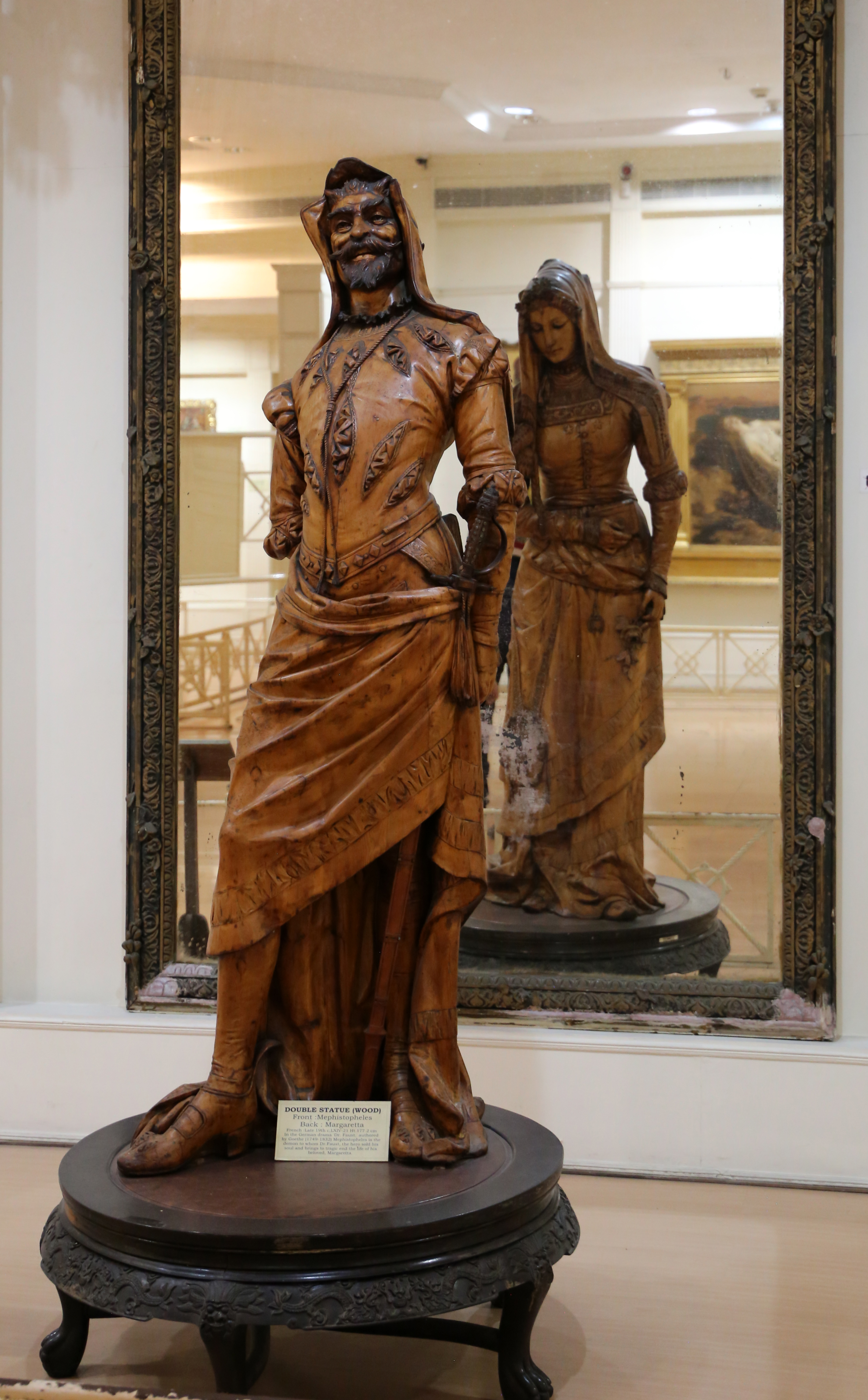
全体像。悪と善の二項対立が曖昧なのは、しばしば善と悪の二重領域に住む人間の状態を意味しているとも言われている。

19世紀後半にフランスの無名の彫刻家によって制作され、シカモアの木材のブロックに彫られた。表面は、自信に満ちた傲慢なメフィストフェレスが描かれ、フードにブーツ姿で、長い顔に笑みを浮かべる。 裏面は、頭を下げたグレッチェンが描かれ、目を伏せた素朴な少女の姿をしている。
この像は一塊の木から彫られ、背後に鏡を置いて展示されるため、鑑賞者は両面を同時に観察することができる。メフィストフェレスに代表される悪の描写と対照的に、祈祷書を手にした落ち着いた女性の姿は、善と悪の二分法を強調する。
この像は、1876年にサラール・ジャング2世であるミール・トゥラブ・アリー・カーンがフランスを旅行中に入手したもので、おそらく今でも最も写真に撮られた像の一つである。 現在この彫刻は、インド・ハイデラバードのサラール・ジャング博物館に置かれている。 この博物館は国内で最も訪れる人が多く、年間100万人が訪れるといわれている。
この見事な新古典主義の彫刻の正体は不明だが、このようなドイツの戯曲をフランスの彫刻作品のテーマに選んだことは、1870年以降、フランスなどの国々でドイツの物や話題への関心が高まっていたことをうかがわせる。